# Пружинно-поршнева пневматика

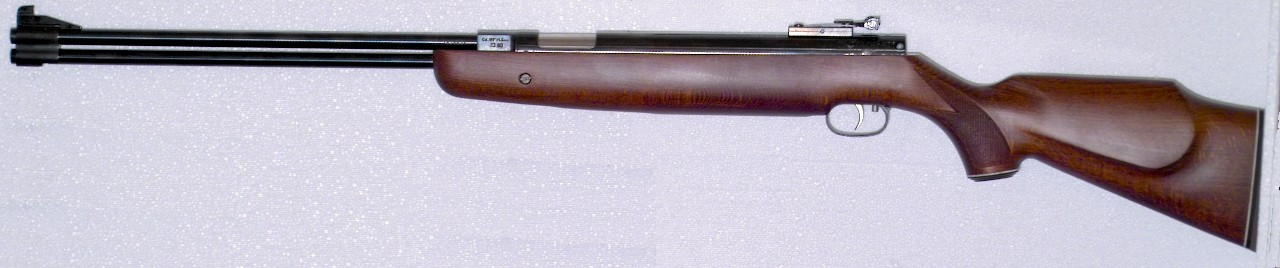
Пружинно-поршнева гвинтівка «Weihrauch HW77» з підствольним важелем

Пружи́нно-поршне́ва пневма́тика — вид пневматичної зброї, у якому збільшення тиску повітря для прискорення снаряда досягається за рахунок використання енергії стиснутої пружини. Стискання пружини виконується спеціальним важелем (боковим або підствольним), або «переломуванням ствола» (так звані «переломки»). Використовується як аматорська, спортивна та мисливська. Для цільової аматорської стрільби повсюдно використовуються кулі 4,5 міліметра різного виду і маси, сталеві кульки BB, а також дротики.

## Конструкція
Пружинно-поршневі системи (англ. spring-piston airguns) дуже прості та надійні. У них відсутня система перепускних клапанів та резервуар для зберігання стислого повітря. Повітряний циліндр (резервуар) зброї безпосередньо з'єднується зі стволом. При переміщенні важеля зведення всередині циліндра рухається поршень, стискаючи бойову пружину. Поршень утримується в такому положенні спусковим механізмом. При пострілі поршень рухається вперед і під дією пружності пружини та запасеної кінетичної енергії масивного поршня стискає повітряний прошарок між поршнем і кулею. У якийсь момент тиск стисненого повітря прошарку долає опір тертя кулі об стінки ствола, куля починає рух вперед і вилітає зі ствола.
Існує ускладнений варіант конструкції, коли всередині повітряного циліндра є рухливий циліндр (т. зв. «Стакан») з отвором в денці, а всередині рухомого циліндра знаходиться поршень. При зведенні важеля стакан разом з поршнем відходить назад, відкриваючи зарядний отвір. Поршень, стиснувши бойову пружину, встановлюється на бойовому взводі. Після зарядки кулі та повернення важеля зведення у вихідне положення, рухомий циліндр рухається вперед, закриваючи зарядний отвір і казенний зріз ствола. При пострілі поршень, під дією бойової пружини, рухається всередині рухомого циліндра, стискаючи повітря і виштовхуючи кулю.
Пружинно-поршневі системи характеризується відмінною повторюваністю пострілів до тих пір, поки не почнеться фізичне старіння металу бойової пружини. Цього недоліку позбавлені т. н. «Газові» пружини, в яких замість або спільно з металевою пружиною — як передавальна ланка, що впливає на поршень — використовується стиснений газ (найчастіше — повітря). Газові пружини значно збільшують вартість зброї, однак надають наступні переваги: малий відбій, тиха робота (немає шуму від зіткнення витків пружини), поліпшена влучність (через зменшення часу між пострілом і вильотом кулі), постійна потужність (через відсутність усадки пружини в процесі експлуатації) тощо.
Пружинно-поршневі системи з «газовими» пружинами мають найтихіший звук пострілу з усіх розглянутих систем (якщо не враховувати звук від зіткнень витків пружини та удару поршня). Це зумовлено відсутністю деренчання крученої пружини у момент розпрямлення. Потужність пострілу коливається від кількох джоулів (що відповідає потужності дитячих іграшок) до десятків джоулів (що дозволяє використовувати пневматичну зброю для полювання), початкова швидкість кулі калібру 4,5 мм — від 100 до 380 м/с і навіть вище.
Недоліком пружинно-поршневих систем є струс (подвійний відбій), особливо помітний в потужних гвинтівках з початковою швидкістю кулі понад 280 м/с, і гучний звук пострілу, якщо порівнювати з іншими системами пневматичних гвинтівок, наприклад з пневматикою з попереднім накачуванням.
Окремі види пружинно-поршньової пневматики мають досить складну конструкцію, яка може включати оптичний приціл, глушник (саунд-модератор), противідкатний пристрій, спеціальні нарізи ствола, звужування ствола (так званий «чок») тощо. Ці конструктивні доробки дозволяють отримувати високу купчастість стрільби, яка, в окремих випадках, може бути кращою за 30 мм на дистанції 50 м.

## Принцип дії
При пострілі поршень вивільняється і починає рухатись в циліндрі силою зведеної бойової пружини. З іншого боку на поршень діє сила тиску повітря, що знаходиться в циліндрі між поршнем та дном циліндра. Результуюча цих двох сил створює прискорення поршня. За умови нехтування масою повітря в циліндрі та масою пружини прискорення буде становити:
{\displaystyle a={\frac {F_{s}-F_{p}}{m}}}, де
{\displaystyle F_{s}}, {\displaystyle F_{p}}, {\displaystyle m} — сила пружини, сила тиску повітря в циліндрі та маса поршня відповідно.
При переміщенні поршня в циліндрі сила дії пружини, відповідно до закону Гука, зменшується, а тиск в циліндрі зростає. Через деякий час ці сили урівноважуються і надалі поршень продовжує свій рух по інерції, яка обумовлюється масою поршня, та дією остаточної сили в пружині.
В деякий момент часу, коли сила тиску на кулю перевищує силу тертя спокою, куля починає свій рух в каналі ствола, а частина повітря з циліндра починає перетікати в частину каналу ствола між перепуском та кулею. В результаті тиск в циліндрі дещо падає.
У зв'язку з тим, що об'єм частини каналу ствола, який пройшла куля, є значно меншим, ніж об'єм циліндра, а перепуск створює додатковий опір перетіканню повітря з циліндра в канал ствола, а також через зменшення сили пружини, поршень, що уповільнювався, наштовхується на повітряну подушку не дійшовши дна циліндра і починає зворотний рух. В цей час куля отримує найбільший імпульс. Далі куля покидає канал ствола, а поршень внаслідок падіння тиску в циліндрі та під дією остаточної сили пружини досягає дна циліндра.
Таким чином, потужність гвинтівки значною мірою визначається об'ємом циліндра, силою пружини, масою поршня, масою кулі, силою зрушення кулі, силою тертя кулі під час руху, опору нарізів, довжини ствола тощо. Як наслідок, гвинтівки, що мають досить близькі конструктивні параметри, можуть значно відрізнятись потужністю та купчастістю, а проєктування такої зброї є складною інженерною задачею.

## Виробники
- J. G. Anschütz
- BSA
- Česká Zbrojovka Uherský Brod
- Crosman
- Daisy Outdoor Products
- DIANA Mayer & Grammelspacher
- Feinwerkbau
- Gamo
- Steyr Sportwaffen GmbH
- Umarex
- Walther
- Webley & Scott
- Weihrauch
- Hatsan arms
- Norica
- ТОВ «Латек»
- Іжевський механічний завод